# لويس الثاني، كونت فلاندرز
لويس الثاني (25 أكتوبر 1346 - 30 يناير 1384) أو المعروف بـ لويس من مال، هو كونت فلاندرز منذ عام 1346، وأيضًا كونت بورغندي وأرتوا من 1382، وهو ابن لويس الأول، كونت فلاندرز ومارغريت الأولى، كونتيسة بورغندي الابنة الثانية لـ فيليب الخامس ملك فرنسا، وأيضًا هو والد مارغريت الثالثة، كونتيسة فلاندرز  زوجة فيليب الجريء.